# 西北街道
西北街道，是中华人民共和国黑龙江省绥化市绥棱县下辖的一个乡镇级行政单位。西北街道成立于2016年1月，由原绥棱镇城区部分地区析置设立。辖区总面积为2.03平方公里，街道办公地址设在锦绣家园10号楼东厢房。

## 行政区划
西北街道下辖以下地区：
东北社区和西北社区。